# رتو بوچر
رتو بوچر (انگلیسی: Reto Bucher؛ زادهٔ ۳۰ سپتامبر ۱۹۸۲) کشتی‌گیر اهل سوئیس است.